# 東作誌
東作誌（とうさくし）とは、正木輝雄が調査、著述、編集を行った美作国東部の地誌。『作陽誌』が扱わなかった東部六郡を扱う。

## 概要
作陽誌が苫南郡・苫西郡・久米郡南分・久米郡北分・大庭郡・真島郡の各郡ごとに縣邑・山川・神社・寺院・古跡を漢文で載せるのに対し、東作誌は東南条郡・東北条郡・勝南郡・勝北郡・英田郡・吉野郡の各郡の各村ごとにそれらを和漢混淆文で記載する。邑単位の記載になったことで、より細かなことが記されている。　

## 来歴
元禄2年（1689年）、森家津山藩家老長尾勝明の主導により美作全体の地誌作成が企画され、西部の苫南郡・苫西郡・久米郡（久米郡南分・同北分）・大庭郡・真島郡を江村宗普（春軒）に、東部の苫北郡・苫東郡・勝田郡（勝田郡南分･同北分）・英田郡・吉野郡を川越玄三（玄俊）に担当させた
。江村宗普は作業を完成させるが、川越玄三は作業を完成することなく草稿を焼却してしまい、結果元禄4年（1691年）に西部五郡のみを扱った『作陽誌』として成立する。元禄10年（1697年）、森氏津山藩は廃藩となり美作は小藩に分割されたため、以後公式に地誌を作成しようとする動きはなかった。
寛政3年（1791年）、軍学師役として松平氏津山藩に雇われた正木輝雄は、文化9年（1812年）より個人事業として当時他藩や天領となっていた美作東部を回って伝承・史料の収集に努め、文化12年（1815年）に一旦『東作誌』を書き上げる。正木はその後も文政元年（1818年）まで調査を続け、文政6年（1823年）の死の直前まで編著を行っていたと見られる。
正木輝雄の死後、『東作誌』は津山藩に献上されたが、複写・活用されることなく死蔵されてしまう。
嘉永4年（1851年）、江戸藩邸で儒官昌谷精渓（さかや せいけい）が死蔵されていた『東作誌』を発見。欠本散佚があったため修復して編集し直し、これが現在伝わる『東作誌』の元となっている。
当時の津山藩は正木の活動に御内用として補助金を支給していたが、あくまで『東作誌』は正木の個人事業であり、費用の多くは自弁で公的許可もなかった。その為、正木は廻村時の他領調査を「潜行」と称している。